# Olympiaturm
Olympiaturm, est une tour autoportante de radio-télévision, située à Munich, dans le village olympique, culminant à 291 m de hauteur, dont le poids est de 52 500 tonnes.

## Histoire
Le 26 avril 1966 le Comité international olympique a attribué les Jeux olympiques d'été de 1972 pour Munich, qui a eu la grande majorité des voix. La tour a été étudiée pour devenir symbole du Parc olympique. Elle a été bâtie de 1965 à 1968, quatre ans avant les Jeux.
En 1999, l'Olympiaturm a subi d'importantes réparations. Le restaurant tournant a été modernisé, ainsi que de nombreux équipements.
Depuis 2004, la tour abrite un musée concernant l'Olympiaturm. En avril 2005, une nouvelle antenne DVB-T desservant la région de Munich est installée. Cela a augmenté la hauteur de la tour de 1,75 mètre.